# 쌍둥이자리 카파
쌍둥이자리 카파(κ Geminorum, κ Gem)는 쌍둥이자리의 북쪽 황도대에 있는 쌍성이다. 겉보기 등급은 +3.568로 육안으로 관측이 가능하다. 약 23.07의 연주시차를 이용해, 이 별은 태양으로부터 141 광년 떨어져 있다는 것이 증명되었다.
동아시아 별자리에서 쌍둥이자리 카파는 積薪(병음 : Jīxīn)로, 장작더미를 의미한다.

## 항성계
쌍둥이자리 카파는 7.2도 떨어진 동반성을 가지고 있는 쌍성이다  2014년 현재 위치 각도 241°에 따른 본성은 분광형이 G9인 G형 거성이다. 1943년 이래로 이 별의 스펙트럼 은 다른 별을 분류하는 안정적인 기준점 중 하나였다. 질량은 태양의 두 배이지만 태양 반지름의 11배까지 확장되었다. 별은 유효온도 4,932도에서 외부 대기로 태양 광도 약 68배를 방출한다. 동반성은 겉보기 등급 8.2의 항성이다.